# My Oh My, Atami-kun (Mon Dieu, mon Dieu, Atami-kun)
My Oh My, Atami-kun (いやはや熱海くん, Iyahaya, Atami-kun) est une série de manga japonais écrite et illustrée par Asa Tanuma. La série a commencé dans le magazine spécialisé Harta de la société Enterbain en avril 2022.

## Synopsis
Atami-kun a un visage magnifique. Un cœur romantique. Et un flot constant de filles qui l'invitent à sortir à chaque occasion. Ce qui est merveilleux, sauf que… il aime les garçons, pas les filles. Un étudiant de dernière année qui aime lire, le garçon aux cheveux longs qui s'assoit devant lui, la jolie employée du magasin de fleurs… chaque amour est passager mais sincère, et juste un peu compliqué. Chacun apporte sa propre joie et sa propre mélancolie. Oh mon Dieu… même pour Atami-kun, la vie n'est vraiment pas facile.

## Publication
Écrite et illustrée par Asa Tanuma la série My Oh My, Atami-kun a commencé dans le magazine spécialisé Harta de la société Enterbrain le 15 avril 2022. Les chapitres ont été édités en trois volumes tankōbon en août 2024. La série est autorisée par Yen Press pour la publication en anglais.

## Réception
La série a remporté la 2e récompense du Late Night Manga, organisé par le magazine Crea de Bungeishunjū en 2023.
Elle a également été classée 3e dans l'édition 2024 de Kono Manga ga Sugoi!, liste de guides des meilleurs mangas pour les lectrices. 
La série a également été classée 18e dans le classement « The Best Manga 2024 » de Freestyle Magazine en 2023.